# Нерицьке сільське поселення
Не́рицьке сільське поселення (рос. Нерицкое сельское поселение) — муніципальне утворення у складі Усть-Цилемського району Республіки Комі, Росія. Адміністративний центр та єдиний населений пункт — село Нериця.

## Населення
Населення — 217 осіб (2017, 217 у 2010, 329 у 2002, 355 у 1989).